# Марс-500
«Марс-500» — эксперимент по имитации пилотируемого полёта на Марс, проведённый Россией с широким международным участием. Эксперимент прошёл под эгидой Роскосмоса и Российской академии наук. Основной международный партнёр проекта — Европейское космическое агентство. Во время эксперимента шесть добровольцев находились в замкнутом комплексе 520 суток. Эксперимент был максимально приближен к реальному пилотируемому полёту на Марс с возвращением на Землю. Проект осуществлён Институтом медико-биологических проблем РАН в Москве. Стоимость проекта оценивается в 15 миллионов долларов США. Первые два этапа проекта (14- и 105-суточная изоляция) были успешно завершены к середине 2010 года. Реализация третьего этапа (собственно «полёт») началась 3 июня 2010 года и успешно завершилась 4 ноября 2011 года. Директор проекта — лётчик-космонавт Российской Федерации Борис Моруков.

## Цель проекта
Пилотируемый полёт на Марс должен произойти в первой половине XXI века. Такая миссия требует огромных финансовых затрат и обременена большими техническими проблемами, так как она из-за большого расстояния между Землёй и Марсом (от 55 до 400 миллионов километров) продлится больше года. Неизбежный аспект миссии — это то, что всё время команда из 6 космонавтов должна жить в замкнутом помещении. Это может быстро привести к напряжённости внутри команды, тем более что рутинная техническая работа, которая будет поступать во время всего полёта, и скука могут стать серьёзными проблемами.
Основная цель проекта — собрать данные о здоровье членов команды и их работоспособности, сымитировав основные особенности пилотируемого полёта на Марс, такие, как большая длительность, автономность, необычные условия связи с Землёй — задержка связи, ограниченность расходуемых ресурсов и определить, возможен ли такой полёт, исходя из возможностей человеческого организма.

## 14-суточная изоляция
Первый этап проекта продолжительностью в 14 суток был проведён в двух модулях медико-технического комплекса — жилом модуле ЭУ-150 объёмом 150 м³ и медицинском ЭУ-100 объёмом 100 м³. Этап завершился в ноябре 2007 года.
Целью проведения этого этапа была проверка соответствия технических и эксплуатационных характеристик систем модулей, в которых должен был жить экипаж, оценка их удобства и ремонтопригодности.
Результат показал, что модули соответствуют всем необходимым требованиям.
Добровольцы должны были провести 14 суток в изоляции.
Экипаж состоял из 6 человек.

## 105-суточная изоляция
Второй этап проекта продолжительностью в 105 суток был проведён с 31 марта по 14 июля 2009 года.
Проведение этапа было необходимо для получения научно-технической информации и её анализа, чтобы организовать наиболее оптимально и эффективно основной последний этап проекта.
Основными задачами, которые должны были быть решены исследователями в ходе выполнения этого этапа, являлись: изучение особенностей физиологической и психологической адаптации членов экипажа в условиях автономного существования, исследование взаимодействия экипажа с сотрудниками центра управления с учётом задержки связи и другие.
5 марта 2010 года ИМБП опубликовал результаты 105-суточной изоляции.

## 520-суточная изоляция
Третий и последний этап проекта продолжительностью 520 суток проводился с 3 июня 2010 по ноябрь 2011 года. На этом этапе выполнялось исследование взаимодействия «человек — окружающая среда» и сбор информации о состоянии здоровья и работоспособности экипажа, в условиях, приближённых к марсианскому полёту: высокая длительность нахождения в замкнутом пространстве, автономность, связь с Землёй со значительной задержкой, ограниченность ресурсов. Также проводилась отработка технологий медицинского обеспечения космонавтов для межпланетных полётов и оценка возможности современных технологий, систем и средств обеспечения жизнедеятельности и защиты человека. Во время этого этапа проводилось три выхода на имитируемую марсианскую поверхность.
Для оказания психологической поддержки команде проводился шахматный турнир между «марсианским» экипажем и экс-чемпионом мира по шахматам Анатолием Карповым.
Состав экипажа 520-суточной изоляции
От России:
1. Ситёв Алексей Сергеевич - командир экипажа
2. Камолов Сухроб Рустамович - врач экипажа
3. Смолеевский Александр Егорович - исследователь
От Европейского космического агентства:
4. Romain Charles - бортинженер
5. Diego Urbina - исследователь
От Китайского Центра подготовки космонавтов: 
6. Wang Yue - исследователь
12 февраля 2011 года экипаж разделился на две команды: Алексей Ситев, Сухроб Камолов и Ромэн Шарль остались в «корабле». Александр Смолеевский, Диего Урбина и Ванг Юэ перешли в «посадочный модуль», в котором были проведены эксперименты, связанные с посадкой на Марс.
14 февраля 2011 года в 13:00 по московскому времени состоялся первый выход на имитируемую поверхность Марса. Участники вынесли флаги России, Китая и европейского космического агентства, затем зачитали приветствие на русском и английском языках и собрали пробы частиц с поверхности в капсулу, поместив её в специальный контейнер. Космонавты также произвели заборы камней и грунта из этих же мест. Продолжительность пребывания на «поверхности Марса» составила около 1,5 часов.
18 февраля 2011 года произошёл второй выход на имитатор марсианской поверхности. В нём приняли участие двое космонавтов: россиянин Александр Смолеевский и китаец Ван Юэ. Они зачитали приветствие на русском и китайском языках. Затем космонавты выполнили необходимые работы с малой марсианской станцией, произвели забор проб сыпучего грунта и камней и с помощью магнитометра выполнили поиск аномалий. Деятельность космонавтов транслировалась в прямом эфире в Центре управления полётами ЦНИИ машиностроения из Института медико-биологических проблем РАН, где и проводится эксперимент.
Третий, последний выход на «поверхность Марса» состоялся 22 февраля 2011 года. На «поверхность» вышли россиянин Александр Смолеевский и итальянец Диего Урбина. Во время выхода были взяты пробы скальных пород. Также космонавты выполнили отработку нештатной ситуации, при которой Диего Урбина споткнулся о валун и упал, а Александр Смолеевский должен был ему помочь подняться.

## Результаты эксперимента
4 ноября 2011 года 520-суточная изоляция благополучно завершилась, и экипаж вышел из экспериментального комплекса. В течение трёх дней они находились в обсервационном режиме. 8 ноября в агентстве РИА Новости состоялась первая пресс-конференция с экипажем проекта.

## Сателлитные эксперименты
Во время проекта реализованы дополнительные эксперименты, именуемые сателлитными, которые направлены на изучение воздействия радиации, профилактики воздействия невесомости, влияния пожаробезопасной атмосферы корабля и другие.

### Кардиологические эксперименты
Длительное пребывание в изолированном комплексе при воздействии различных стрессовых факторов может сильно повлиять на организм, в частности, на жизнеспособность и механизмы регуляции. Чтобы правильно проанализировать научные данные о состоянии команды испытуемых «Марс-500» в течение полуторагодового существования в НЭКе, проводились контрольные эксперименты, в которых такие же группы находились в естественных условиях с учётом разных факторов среды — климатогеографических, производственных и социально-бытовых. Только таким методом можно разработать критерии оценки состояния здоровья и риск развития заболеваний у людей.
Кардиологические эксперименты нацелены на изучение динамики изменения состояния здоровья за длительный отрезок времени, влияния на неё экологических факторов и создание критериев оценки индивидуального риска развития заболеваний. Для этого были созданы группы добровольцев из разных стран мира с отличным состоянием здоровья. Добровольцев исследовали той же аппаратурой и теми же методами, что и испытуемых в проекте «Марс-500». Затем эти группы добровольцев изучались, а результаты сравнивались с результатами исследования эталонной группы испытателей «Марс-500», которая находилась в термокамере в стандартных условиях.
Эти исследования важны не только для развития космической медицины, но и для развития здравоохранения в России. Они направлены на сохранение здоровья работающего населения и профессионального долголетия. В ходе проведения кардиологических экспериментов будут разрабатываться новые методология и технология диагностики донозологического состояния. Предполагается, что новые методы внедрят в систему здравоохранения, когда меры будут приниматься до начала развития болезни. Изучение донозологических состояний особенно необходимо для космонавтов, так как они подвержены постоянным стрессорным нагрузкам.
Во время 105-суточного этапа была произведена работа с бо́льшими группами добровольцев для того, чтобы выбрать тех, кто соответствует критериям практически здорового человека, для сравнения с эталонной группой, исследуемой в течение долгого времени в термокамере. Параллельно такие эксперименты проводились в Москве, в Центральном регионе России, на Кавказе, на Севере России, на Дальнем Востоке, а также в Белоруссии, Казахстане, Чехии, Германии и Канаде.
Программа изучения:
- Ежемесячные оперативные исследования, которые состоят из:

- регистрации электрокардиограммы с проведением дыхательных проб и измерением артериального давления
- заполнения специальной анкеты об образе жизни, нагрузках и возможных жалобах за прошедший месяц

- Ежеквартальные динамические комплексные исследования, которые состоят из:

- регистрации комплекса кардиореспираторных параметров с выполнением функциональных проб с физической, умственной и ортостатической нагрузками и измерением артериального давления
- заполнения подробной анкеты и проведения психологического тестирования

- стандартные поликлинические диспансерные исследования проводятся до и после всей серии исследований

При измерении всех параметров использовался аппаратно-программный комплекс «Экосан-2007». Такой же был применён для 520-суточного этапа. В перспективе подобные комплексы станут многопараметрическими, многоцелевыми медицинскими приборами для людей, чья работа является стрессорной. Ранее «Экосан-2007» испытывался на водителях автобусов и лётчиках.

### Иммерсионные эксперименты
Как известно, во время долгого пребывания человека в невесомости у него появляются гипокинетические нарушения. Для изучения этого явления Институт медико-биологических проблем много лет проводит исследования в этой области, что позволило детально составить картину гипокинетических нарушений. Результаты экспериментов показывают, что главная причина развития нарушений — это изменение в работе гравитационно-зависимых механизмов, которые отвечают за двигательную активность при воздействии гравитации на организм. Изменения начинают происходить из-за нарушения согласованной работы сенсорных систем, в частности, опорной и проприоцептивной.
Данные, полученные в ходе экспериментов, дают основание полагать, что опорная афферентация у человека выполняет роль механизма активации и регуляции активности позно-тонической системы, а также, что опорная разгрузка является причиной физиологических и морфологических изменений, которые обычны для условий невесомости и микрогравитации.
Основная цель иммерсионных экспериментов состоит в изучении воздействия опорной разгрузки на механизмы реализации опорных сигналов (спинальные, супраспинальные) и состояние центральных механизмов систем управления движением.

### Гипербарические эксперименты
Во время всего полёта существует риск возникновения пожара в космическом корабле. Для сведения этого риска к минимуму возможно будет использоваться аргон. С помощью аргона можно значительно снизить концентрацию кислорода в атмосфере космического корабля без вреда для экипажа и создать так называемую гипоксическую среду.
С 1996 по 2003 гг. ИМБП РАН проводил исследования по пребыванию человека в нормоксических и гипоксических средах, состоящих из кислорода, азота и аргона, которые показали безопасность долговременного нахождения в нормоксической среде и улучшение адаптации организма благодаря аргону к гипоксии в гипоксической среде. В 1996 году на протяжении 7 суток группа подопытных находилась при давлении в 10 метров водяного столба в нормоксической среде с содержанием кислорода в 10 % (остальное — азотно-аргоновая смесь). Умственная и физическая деятельность в течение всего эксперимента сохранялась на нормальном уровне. При уменьшении кислорода до 7,5 % с добавлением аргона было замечено улучшение адаптации к гипоксии. В 1999 году испытуемые провели 18 суток при давлении 5 м вод. ст. в нормоксической среде также без нарушений умственной и физической деятельности. В настоящий момент для безопасного практического применения признана смесь, состоящая из 14 % кислорода, 53 % азота и 33 % аргона. Трёхсуточный эксперимент, проведённый в 2003 году, при давлении 5 м вод. ст. с 10 % содержанием кислорода выявил повышение умственной и физической деятельности, внимания и объёма кратковременной памяти человека.
Все эти исследования говорят в пользу возможности его применения для создания пожаробезопасной среды на пилотируемом космическом корабле, хотя количества этих исследований недостаточно, чтобы сделать статистическую оценку.
Гипербарические эксперименты дополняют знания по влиянию пожаробезопасной кислородо-азотно-аргоновой смеси на организм человека при помощи комплексной оценки состояния организма испытуемого во время длительного нахождения в пожаробезопасной смеси. У добровольцев определяли уровень психической и физической работоспособности, оценивали состояние кардиореспираторной системы, гематологических, метаболических и иммунологических показателей в крови, а также проводились микробиологические исследования и исследования, которые позволят усовершенствовать существующие системы жизнеобеспечения.

### Радиологические эксперименты
Чтобы избежать комбинированного (хронического и острого) облучения во время полёта на Марс, надо создать модель прогнозирования радиационного риска. Модель должна описывать вероятность возникновения радиационной болезни в зависимости от полученной общей дозы, снижение работоспособности, которое вызывает острая реакция организма, и возможное снижение общей устойчивости к влиянию факторов межпланетного перелёта. Создать такую модель можно, изучив воздействие радиации на живой организм в течение долгого времени.
Радиологические эксперименты проводятся с целью изучения радиобиологических реакций основных регуляторных систем организма (нервной, эндокринной, иммунной, сердечно-сосудистой, кроветворной), а также спермато- и цитогенетического ответа на облучение и анализ отсроченных эффектов облучения (продолжительность жизни и канцерогенез). В качестве подопытных выбраны самцы макаки-резус возрастом 3—5 лет. Они поделены на группы по 10—15 обезьян в каждой. Эксперименты организованы так, что имитируют реальное облучение космонавтов при полёте на Марс, включая острую и хроническую фазы болезни. Источник радиации, использующийся в этих экспериментах — 137Cs.

### Исследование желудочно-кишечного тракта
Среди космических экспериментов по медико-биологическому разделу «Долгосрочной программы научно-прикладных исследований и экспериментов, планируемых на российском сегменте МКС» запланирован и введён в действие эксперимент «Спланх»: «Исследование особенностей структурно-функционального состояния различных отделов желудочно-кишечного тракта для выявления специфики изменений пищеварительной системы в условиях космического полёта» В рамках проекта «Марс-500» экипажем выполняется 24-часовая электрогастроэнтерография — исследования электрический активности отделов пищеварительного тракта человека с помощью гастроэнтерографа «Спланх-1» — бортового прибора, разработанного ИМБП РАН с участием НПП «Исток-Система» на базе серийно выпускаемого электрогастроэнтерографа «Гастроскан-ГЭМ».

## Схема медико-технического экспериментального комплекса
Медико-технический комплекс создавался для проведения экспериментов по имитации космических полётов, которые максимально приближены к настоящим, продолжительностью не меньше 500 суток с экипажем 4—6 человек.
Комплекс включает несколько экспериментальных установок (ЭУ):
- Модуль ЭУ-50

Объём модуля — 50 м³. Используется для имитации посадочного марсианского модуля. Модуль рассчитан на 2—3-месячное пребывание 3 человек.
Состав модуля:
- жилой отсек с 3 спальными местами и рабочей зоной
- кухня
- санузел
- два переходных шлюза с люками для перехода в модуль ЭУ-150 и в шлюзовую камеру имитатора марсианской поверхности
- системы обеспечения жизнедеятельности

- Модуль ЭУ-100

Объём модуля — 100 м³. Используется для проведения медицинских и психологических экспериментов.
Состав модуля:
- жилой отсек с 2 спальными местами и рабочей зоной
- кухня-столовая
- санузел
- рабочие места с размещённой на них медицинской аппаратурой
- переходной шлюз с люками, которые соединены с модулем ЭУ-150
- герметичная дверь в торце модуля и аварийный люк в противоположном торце модуля
- системы обеспечения жизнедеятельности

- Модуль ЭУ-150

Объём модуля — 150 м³. Используется для проживания 6 человек.
Состав модуля:
- 6 индивидуальных кают
- кают-компания для отдыха и общих сборов
- кухня
- санузел
- главный пульт управления
- три переходных шлюза с люками:

- торцевой для перехода в модуль ЭУ-50
- торцевой для перехода в модуль ЭУ-100
- боковой для перехода в модуль ЭУ-250

- системы обеспечения жизнедеятельности

- Модуль ЭУ-250

Объём модуля — 250 м³. Используется для хранения продовольственных запасов, размещения экспериментальной оранжереи, одноразовой посуды, одежды и прочее.
Состав модуля:
- холодильная камера для хранения пищевых продуктов
- хранилище со стеллажами для хранения продовольственных запасов, которые не требуют особых условий хранения, и для хранения одноразовой посуды и одежды
- помещение экспериментальной оранжереи
- тренажёрный зал
- шлюзовая камера для удаления отходов
- три герметичные двери — одна для соединения модуля со шлюзовым переходом в модуль ЭУ-150, две герметичные двери с металлическими лестницами в торцах модуля для предстартовой загрузки запаса продовольствия
- системы обеспечения жизнедеятельности
- санузел
- душевая кабина

- Модуль «Имитатор марсианской поверхности» (ИМП)

Объём модуля — 1200 м³. Используется для имитации марсианской поверхности.
Состав модуля:
- имитатор марсианской поверхности, представляющий собой негерметичный отсек, использующийся для пребывания экипажа в скафандрах, изолирующих от внешней среды
- герметичные лестница и кессон, разделяющие модуль ИМП и модуль ЭУ-50, и имеющий кладовую для хранения скафандров, гардероб и переходной шлюз

## Экипажи
| Экипаж 14-суточной изоляции                | Год рождения | Профессия                                                                          |
| ------------------------------------------ | ------------ | ---------------------------------------------------------------------------------- |
| Рязанский Сергей (командир экипажа)        | 1974         | Космонавт-исследователь                                                            |
| Артамонов Антон                            | 1982         | Инженер-физик, инженер-программист ИМБП РАН                                        |
| Ковалев Александр                          | 1982         | Инженер, работает в лаборатории телемедицины ИМБП                                  |
| Тугушева Марина                            | 1983         | Биолог, научный сотрудник ИМБП                                                     |
| Перфилов Дмитрий                           | 1975         | Врач, работает в лаборатории телемедицины ИМБП                                     |
| Артемьев Олег                              | 1970         | Инженер РКК «Энергия»                                                              |
| Экипаж 105-суточной изоляции               |              |                                                                                    |
| Рязанский Сергей Николаевич                | 1974         | Космонавт-исследователь                                                            |
| Артемьев Олег Германович                   | 1970         | Космонавт-испытатель                                                               |
| Шпаков Алексей Васильевич                  | 1983         | Специалист по физической культуре и спорту                                         |
| Баранов Алексей Викторович                 | 1976         | Врач уролог, онколог                                                               |
| Сириль Фурнье (фр. Cyrille Fournier)       | 1969         | Пилот коммерческой авиалинии «Air France», в настоящее время капитан аэробуса A320 |
| Оливер Книккель (нем. Oliver Knickel)      | 1980         | Военный инженер в Бундесвере                                                       |
| Экипаж 520-суточной изоляции               |              |                                                                                    |
| Ситёв Алексей Сергеевич (командир экипажа) | 1972         | Инженер-кораблестроитель                                                           |
| Камолов Сухроб Рустамович                  | 1973         | Хирург                                                                             |
| Смолеевский Александр Егорович             | 1978         | Военный врач, врач общей практики, физиолог                                        |
| Ромен Шарль (фр. Romain Charles)           | 1979         | Инженер                                                                            |
| Диего Урбина (итал. Diego Urbina)          | 1983         | Инженер                                                                            |
| Ван Юэ (кит. 王玥)                         | 1983         | Ассистент преподавателя для космонавтов                                            |

Основными требованиями к добровольцам были следующие:
- возраст — от 25 до 50 лет
- высшее образование

Также доброволец должен был иметь, как минимум, одну из следующих профессий:
- практикующий врач, владеющий методами неотложной медицинской помощи
- врач-исследователь, владеющий навыками клинической лабораторной диагностики
- биолог
- инженер — специалист по системам жизнеобеспечения
- инженер — специалист по вычислительной технике
- инженер — специалист по электронике
- инженер-механик

- обязательное знание русского и английского языков на уровне, достаточном для профессионального и бытового общения

Для проведения 520-суточного эксперимента перед стартом было отобрано 6 человек из списка кандидатов, которые и составили экипаж «марсианского полёта».
Кандидаты:
1. Егоров Борис Афанасьевич (44 года), инженер.
2. Жирнов Андрей Александрович (30 лет), инженер.
3. Камолов Сухроб Рустамович (32 года), хирург.
4. Синельников Михаил Олегович (37 лет), инженер-электромеханик.
5. Ситёв Алексей Сергеевич (38 лет), инженер-кораблестроитель.
6. Смолеевский Александр Егорович (33 года), врач общей практики.
7. Сухов Александр Викторович (32 года), инженер.
8. Ромен Шарль (фр. Romain Charles), (31 год), инженер.
9. Жером Клеверс (фр. Jerome Clevers) (30 лет), инженер.
10. Диего Урбина (итал. Diego Urbina) (27 лет), инженер.
11. Ван Юэ (кит. 王玥) (27 лет), ассистент преподавателя для космонавтов.

С 10 по 11 марта 2010 года 11 кандидатов прошли тренировку на выживаемость. Их поделили на две группы по 5 и 6 человек. В первой командиром экипажа был ведущий инженер-испытатель из ЦПК им. Гагарина Борис Егоров, во второй — старший инспектор-водолаз ЦПК им. Гагарина Михаил Синельников.

## Предыдущие проекты
- В 1967 году в Институте космической биологии и медицины был осуществлён похожий проект. Трое добровольцев находились в течение года в макете жилого отсека с частично замкнутым циклом систем жизнеобеспечения. 5 ноября 1968 года, на 366-й день, эксперимент был успешно завершён[35]. По итогам эксперимента одним из участников была написана книга «Год в „звездолёте“».
- В Институте биофизики Сибирского отделения Академии Наук СССР в 1972 году был произведён более сложный опыт (БИОС-3), отличавшийся от предыдущего тем, что в комплексе была установлена полностью замкнутая система жизнеобеспечения, благодаря которой испытуемые получали воду и воздух из отработанных ресурсов.
- С сентября 1976 года по январь 1977 года был реализован эксперимент, который продлился 120 суток, для отработки бортовой системы регенерации воды и режимов связи с наземными службами, а также для изучения групповой динамики в изолированной малой группе с участием «экспедиции посещения».
- С мая по июнь 1980 года состоялся эксперимент длиною в 25 суток, задачами которого было изучение акустической обстановки и исследование психологической совместимости при посещении комплекса женским экипажем.
- В 1983 году с февраля по апрель смешанный основной экипаж провёл 60 суток в комплексе. В течение эксперимента изучалось его поведение и производилась имитация ситуаций острого периода адаптации при выполнении сложной операторской работы по управлению объектом.
- После этого были произведены ещё 2 эксперимента по 90 суток. При выполнении первого исследовалась акустика работы бортовых систем. Во втором — психофизиологическое состояние добровольцев при моделировании трёх аварийных ситуаций, каждая из которых длилась по 6 суток.
- С сентября 1994 года по январь 1995 года был реализован в рамках российско-европейской программы «EuroMir-95» эксперимент, именуемый «Поведение человека в длительном космическом полёте» (англ. Human Behavior in Extended Spaceflight (HUBES)). Задача была в моделировании полёта космонавта ESA на орбитальной станции «Мир».
- В период с 21 октября 1995 года по 22 января 1996 года Институт медико-биологических проблем РАН реализовал проект «ЭКОПСИ-95» в наземном экспериментальном комплексе (НЭК) продолжительностью 90 суток. Учёные пытались определить понятие психофизиологической комфортности среды обитания, дать оценку взаимодействию человека и среды, и выяснить, возможно ли управлять динамикой этого процесса. Командиром основного экипажа был назначен военный лётчик первого класса А. Андрюшков[36].
- Со 2 февраля 1999 года по 22 марта 2000 года тот же институт провёл эксперимент в НЭКе под названием «Имитация полёта международного экипажа на космической станции» (англ. Simulation of Flight of International Crew on Space Station (SFINCSS-99)). Первая группа прожила в общей сложности 240 суток в модуле ЭУ-100 «Мир», объём которого составлял 100 м³. Вторая и третья группы жили в модуле ЭУ-37 «Марсолет» объёмом 200 м³, разработанном в 1970-х годах. Экипажи могли контактировать между собой и даже выполнять совместно некоторые работы (кроме случаев аварийных ситуаций), так как модули были соединены. Для экипажей посещения предназначался самый маленький модуль — ЭУ-50. Раз в месяц происходила имитация прилёта грузового корабля для доставки «на борт» необходимых продуктов, приборов и инструментов. Первые три группы состояли из добровольцев из пяти стран. В ходе выполнения программы SFINCSS-99 было проведено 80 экспериментов, приготовленных учёными из России, Японии, Германии, Канады, США, Норвегии, Швеции, Чехии и Австрии[37].

## Критика
Партнёры и эксперты международного проекта «Марс-500» из Московского правозащитного центра выступили с критикой в отношении однополой изоляции участников эксперимента по имитации полёта и колонизации красной планеты, заявив в интервью британской газете «Daily Mail», что половая дискриминация на Марсе случилась ещё до того, как на планету ступила нога человека.
Генеральный директор МПЦ, юрист Михаил Салкин сообщил: «Отсутствие женщин в проекте ещё раз демонстрирует наличие на Земле старых гендерных стереотипов», что исказит результаты медико-биологических исследований, отрицательно сказавшись на полноте научной картины проводимого эксперимента. Заместитель гендиректора по развитию и науке Московского правозащитного центра Егор Розенков, в свою очередь, предупредил о возможном возникновении «социальных патологий, которые развиваются в изолированных мужских группах: тюрьмах, армии или закрытой школе», обратив внимание на вероятное появление сексуальной инверсии, которая может быть следствием однополой изоляции: «С точки зрения здоровья и психологического комфорта экипажа будет большой ошибкой „отправить“ не смешанный, а исключительно мужской экипаж» — заявил специалист.
В ответ на прозвучавшую критику заместитель директора эксперимента «Марс-500» Марк Белаковский из Института медико-биологических проблем РАН пояснил, что дискриминации женщин во время отбора не наблюдалось: «Они [женщины] просто не победили в этом отборе. Правила были одинаковые, равные для всех, кто хотел присоединиться к нашему проекту, но девушки просто не прошли испытания». Однако анонимный источник в Роскосмосе сказал корреспонденту британского издания: «Мы просто не хотим поставить под угрозу эксперимент напряжённостью между полами», но заверил, что при проведении следующего эксперимента имитации полёта на Марс женщины, вероятно, будут включены в состав нового экипажа.
По мнению лётчика-космонавта СССР Валентина Лебедева, такие эксперименты бесполезны, так как условия этих экспериментов слишком далеки от реального межпланетного перелёта. Он указывает на то, что любой участник в любое время может отказаться от дальнейшего участия и покинуть комплекс, в отличие от реального полёта на Марс.
Член-корреспондент РАН Юрий Караш в статье «Независимой газеты» написал, что полёт «может быть оправдан лишь постольку, поскольку Россия действительно ставила бы задачу полёта к Марсу». Но поскольку у Роскосмоса таких планов пока нет, оправдания для этого полёта тоже нет.

## Дальнейшие эксперименты
В августе 2015 года команда НАСА приступила к проведению аналогичного эксперимента по выживанию в условиях, сходных с полётом на Марс.
Команда из шести человек провела один год в полной изоляции от внешнего мира в специальном комплексе на склоне спящего вулкана Мауна-Лоа на Гавайских островах. В состав экспериментальной команды вошли три мужчины и три женщины. Эксперимент завершился 28 августа 2016 года.
Луна-2015 — эксперимент по имитации пилотируемого полёта на Луну, проведённый Россией 27 октября — 4 ноября 2015 года.